# Liste der Biografien/Flj
Liste der Biografien |
Portal Biografien |
Personensuche
# |
A |
B |
C |
D |
E |
F |
G |
H |
I |
J |
K |
L |
M |
N |
O |
P |
Q |
R |
S |
T |
U |
V |
W |
X |
Y |
Z |
?
 
Fa |
Fe |
Ff |
Fh |
Fi |
Fj |
Fk |
Fl |
Fm |
Fn |
Fo |
Fr |
Ft |
Fu |
Fy
 
Fla |
Fle |
Fli |
Flj |
Flo |
Flu |
Fly
Die Liste der Biografien führt alle Personen auf, die in der deutschsprachigen Wikipedia einen Artikel haben. Dieses ist eine Teilliste mit 3 Einträgen von Personen, deren Namen mit den Buchstaben „Flj“ beginnt.

## Flj

### Fljo
- Fljorow, Eduard Igorewitsch (* 1966), russischer Schauspieler
- Fljorow, Georgi Nikolajewitsch (1913–1990), sowjetischer Physiker
- Fljorow, Konstantin Konstantinowitsch (1904–1980), russischer beziehungsweise sowjetischer Paläontologe, Museumsleiter, Tierillustrator und Paläokünstler